# Kémiai elemek nevének etimológiája
Az alábbi táblázat a kémiai elemek nevének eredetét, etimológiáját ismerteti.

## Elemek listája
| Elem         | Vj. | Rsz. | Származása, jelentése                                        | Eredeti alakja                                   | Típusa                            | Magyarázat |
| ------------ | --- | ---- | ------------------------------------------------------------ | ------------------------------------------------ | --------------------------------- | --- |
| aktínium     | Ac  | 89   | görög sugár                                                  | ἀκτίς; ἀκτῖνος (aktisz; aktinosz)                | tulajdonság                       | a görög ἀκτῖνος (aktinosz, fénysugár, illetve sugárzás) szóból[forrás?]; erős radioaktivitása miatt sötétben halványkék fénnyel világít |
| alumínium    | Al  | 13   | latin timsó                                                  | alumen                                           | anyagnév                          | a latin alumen (timsó) szóból; a timsó (alumínium-kálium-szulfát) után |
| amerícium    | Am  | 95   | angol Amerika                                                | America                                          | földrajzi név                     | nevét felfedezésének helyéről (Amerika, illetve Amerikai Egyesült Államok, Kalifornia állam, Berkeley, Kaliforniai Egyetem) kapta |
| antimon      | Sb  | 51   | görög/arab ?                                                 | ἀντί + μόνος (anti monos)?                       | ?                                 | |
| arany        | Au  | 79   | finnugor, v.ö. manysi: tareny („réz”), hanti: jornyi („réz”) | ?                                                | tulajdonság                       | a magyar szó finnugor eredetű, de végső soron az óperzsa nyelv hasonló alakú (sárga fémet jelentő) zar(a)n- tövére vezethető vissza, v.ö. szanszkrit: हिरण्य (híraṇya, „arany”); mind az indoiráni szóalakok, mind pedig a germán gold szó a proto-indoeurópai *ǵʰelh₃ (fénylik) tőre vezethető vissza, akárcsak az ősszláv *zȏlto, amiből a mai szláv nyelvek hasonló szavai származnak. Az ugor szavak „réz” jelentése olyan ősi korból való, amikor még a fémművesség kezdetleges foka miatt nem tettek a fémek közt pontos különbséget. |
| argon        | Ar  | 18   | görög inaktív, lusta                                         | ἀργόν (argon)                                    | tulajdonság                       | a görög ἀργόν (argon, lusta) szóból; alacsony reakciókészségére utal. |
| arzén        | As  | 33   | 1. görög bátor, férfias 2. perzsa sárga orpiment             | ἀρσένικον (arszenikon)                           | mondai név vagy anyagnév          | ἀρσένικον (arszenikon, bátor, férfias); valószínűleg az alkimisták úgy tapasztalták, hogy a réztárgyak keményebbek, erősebbek lettek az arzéntől; más magyarázat szerint a perzsa زرنيخ (zarnih) szóból származtatható az arabon keresztül (arab névelővel: asz-szerni, mely az aranysárga orpiment (As2S3) régi arab neve)[forrás?] |
| asztácium    | At  | 85   | görög instabil, nem maradó                                   | ἄστατος (asztatosz)                              | tulajdonság                       | a görög ἄστατος (asztatosz, instabil) szóból; gyorsan bomló, radioaktív elem; az asztácium korábbi neve: alabamine (Ab)[forrás?] |
| bárium       | Ba  | 56   | görög nehéz, súlyos                                          | βαρύς (barisz)                                   | tulajdonság                       | a görög βαρύς (barisz, nehéz) szóból; a bárium a baritban (BaSO4) található, amely viszonylag nagy sűrűségű ásvány; nyelvújításkori magyar neve sulyany |
| berillium    | Be  | 4    | görög berill                                                 | βήρυλλος (berillosz)                             | anyagnév                          | nevét a berill (berillium-alumínium-szulfát) drágakőről kapta |
| berkélium    | Bk  | 97   | angol Berkeley                                               | Berkeley                                         | földrajzi név                     | nevét felfedezésének helyéről (Amerika, illetve Amerikai Egyesült Államok, Kalifornia állam, Berkeley, Kaliforniai Egyetem) kapta |
| bizmut       | Bi  | 83   | német/újlatin fehér anyag                                    | bisemutum, bismuthum                             | tulajdonság                       | a német weiße Masse (fehér anyag, fehér tömeg) kifejezést Georgius Agricola latinosította bisemutum alakra 1530-ban; nyelvújításkori magyar neve: keneny |
| bór          | B   | 5    | arab bórax                                                   | بَوْرق (buraq)                                     | anyagnév                          | a perzsa بوره (burah) szóból származtatható; a bórax a bórsav nátriummal alkotott sója, ebben fedezték fel a bórt |
| bohrium      | Bh  | 107  | Bohr                                                         | Bohr                                             | személynév                        | Niels Bohr Nobel-díjas dán fizikus tiszteletére, aki az atomszerkezet és a kvantummechanika területén végzett kutatásokat. |
| bróm         | Br  | 35   | görög bűzös                                                  | βρόμος (bromosz)                                 | tulajdonság                       | a görög βρόμος (bromosz, bűzös) szóból; elnevezése jellegzetes szagára utal; nyelvújításkori magyar neve: büzeny |
| cérium       | Ce  | 58   | latin Ceres                                                  | Ceres                                            | asztrológiai, ill. mitológiai név | Ceres a római mitológiában a növényültetés (gabona) és az anyai szeretet istennője; Ceres a Naprendszer legkisebb törpebolygója, amelyet 1801-ben fedeztek fel (míg a cériumot 1803-ban). |
| cézium       | Cs  | 55   | latin égkék, szürkéskék                                      | caesius                                          | tulajdonság                       | a latin caesius (égkék) szóból; felfedezése színképelemzéssel történt, a cézium emissziós spektrumában két szürkéskék vonal jelent meg; a cézium elégetve a lángot égszínkékre festi. |
| cink         | Zn  | 30   | 1. német tüske 2. perzsa kő                                  | Zink, ill. seng                                  | tulajdonság                       | talán óperzsa eredetű, valószínűleg a perzsák állítottak elő először cinket; a német Zinke (tüske) szó utalhat a tüskés kalaminra (cink-karbonát, ZnCO3); magyarul horganyként is ismert. |
| cirkónium    | Zr  | 40   | 1. arab drágakő 2. perzsa aranyszerű, -színű                 | zerk vagy ئشقنعى (zarkûn)                        | tulajdonság                       | az arab zerk (drágakő) vagy a perzsa زرگون (zargûn, aranysárga színű) szóból származtatható; mindkettő a cirkon (ZrSiO4) drágakőre utal, amelyből kinyerhető a cirkónium |
| darmstadtium | Ds  | 110  | német Darmstadt                                              | Darmstadt                                        | földrajzi név                     | nevét felfedezésének helyéről (a németországi Darmstadt városról) kapta |
| diszprózium  | Dy  | 66   | görög megközelíthetetlen, nehezen elérhető                   | δυσπρόσιτος (dysprositos)                        | tulajdonság                       | a görög δυσπρόσιτος (dysprositos, megközelíthetetlen) szóból; arra utal, hogy nehezen tudták előállítani |
| dubnium      | Db  | 105  | orosz Dubna                                                  | Дубна (Dubna)                                    | földrajzi név                     | nevét felfedezésének helyéről (Dubna, Egyesített Atomkutató Intézet) kapta; korábbi neve: hánium, Otto Hahn tiszteletére |
| einsteinium  | Es  | 99   | német Einstein                                               | Albert Einstein                                  | személynév                        | Albert Einstein Nobel-díjas német származású fizikus tiszteletére, aki az elméleti fizika (a fényelektromos jelenség törvényszerűségei) területén végzett kutatásokat. |
| erbium       | Er  | 68   | angol Ytterby                                                | Ytterby                                          | földrajzi név                     | Ytterby svéd település Stockholm közelében. Az ásványi kincsekben rendkívül gazdag lelőhelyéről négy elemet is elneveztek (erbium, itterbium, ittrium, terbium) |
| európium     | Eu  | 63   | angol Európa                                                 | Europe                                           | földrajzi név                     | nevét felfedezése helyéről (Európa, Franciaország) kapta |
| ezüst        | Ag  | 47   | permi/komi ezüst                                             | ezi̮ś                                             | anyagnév                          | A magyar ezüst permi eredetű szó. Finnugor nyelvből, de nem a finnugor alapnyelvből származik. Perzsa, ezüstből készült tálak gyűjtőneve volt eredetileg, komiul ezi̮ś, udmurtul azveś. Ezek permi népcsoportok voltak. Perzsa kereskedők a permi vadászoknak fizethettek ezüsttel a prémekért. A permi szomszédos nép volt a magyarokkal, mikor azok Magna Hungaria-ban éltek. Vegyjele (Ag) a latin argentum szóból származik. |
| fermium      | Fm  | 100  | Fermi                                                        | Enrico Fermi                                     | személynév                        | Enrico Fermi Nobel-díjas olasz származású atomfizikus tiszteletére, aki a béta-bomlással kapcsolatos munkája, az első nukleáris reaktor kifejlesztése, és a kvantumelmélet fejlesztése kapcsán ismert. |
| fleróvium    | Fl  | 114  | orosz                                                        | Flerov                                           | kutatóintézet                     | A dubnai Egyesített Atomkutató Intézet Flerov nevű laborjáról. |
| fluor        | F   | 9    | latin fluorit                                                | fluor lapis                                      | anyagnév                          | a latin eredetű fluorit (magyarul folypát néven is ismert, CaF2) szóból, amely a latin fluere (folyik) szóból eredeztethető; a fluorit egy ásványfaj, a kohászatban folyósítószerként használatos |
| foszfor      | P   | 15   | görög fényt hordozó                                          | φῶς + -φόρος (phos + -phoros)                    | tulajdonság                       | a görög φῶς (fosz) és -φόρος (-forosz) alapján jelentése: fényt hordozó, fényt hozó; a fehérfoszfor világít a sötétben; a Φωσφόρος („Foszforusz”) a Vénusz („Esthajnalcsillag”) neve volt az ókorban. |
| francium     | Fr  | 87   | angol Franciaország                                          | France                                           | földrajzi név                     | nevét felfedezésének helyéről (Franciaország, Párizs, Curie Institute) kapta. |
| gadolínium   | Gd  | 64   | Gadolin, ill. gadolinit                                      | Johan Gadolin, gadonilit                         | személynév, ill. anyagnév         | nevét a gadonilit ásványról kapta; az ásványt Johan Gadolin finn kémikusról és ásványtudósról nevezték el (Gadolin fedezte fel az ittriumot) |
| gallium      | Ga  | 31   | latin Franciaország („Gallia”)                               | Gallia                                           | földrajzi név                     | nevét felfedezési helyének (Franciaország) régi latin nevéről (Gallia) kapta, pontosabban felfedezője, a francia François Lecoq de Boisbaudran nevezte el, de valószínűbb, hogy saját magáról (a francia kakas, le coq, latinul Gallus gallus). |
| germánium    | Ge  | 32   | latin Németország („Germánia”)                               | Germania                                         | földrajzi név                     | nevét felfedezési helyének latin nevéről kapta (Németország) |
| hafnium      | Hf  | 72   | latin Koppenhága                                             | Hafnia                                           | földrajzi név                     | nevét felfedezési helyének latin nevéről kapta (Dánia, Koppenhága, Bohr Intézet) |
| hasszium     | Hs  | 108  | latin Hessen                                                 | Hassia                                           | földrajzi név                     | nevét felfedezési helyének latin nevéről kapta (Németország, Hessen tartomány, Darmstadt) |
| hélium       | He  | 2    | görög Nap                                                    | ἥλιος (héliosz)                                  | mitológiai név                    | A görög ἥλιος (héliosz, Nap) szóból; az elemet az 1868-as napfogyatkozás alatt, a napkorona színképelemzése közben fedezték fel |
| hidrogén     | H   | 1    | görög/latin vízképző                                         | ὕδωρ (gyök: ὑδρ-) + -γενῆς (-genesz)             | tulajdonság                       | elnevezése arra utal, hogy a hidrogén égésekor víz keletkezik |
| higany       | Hg  | 80   | görög „vízezüst”                                             | ὕδωρ αργυρος (hidroargürosz)                     |                                   | angol nevét a Merkúr bolygóról, illetve Mercuriusról, a hírvivők istenéről kapta; a Hg vegyjel a görög ὕδωρ αργυρος (hidroargürosz) szóból származik, amely arra utal, hogy a higany fémes színű, folyékony fém |
| holmium      | Ho  | 67   | latin Stockholm                                              | Holmia                                           | földrajzi név                     | nevét felfedezése helyének latin nevéből kapta (Stockholm) |
| indium       | In  | 49   | görög/latin indigó                                           | indikon, indicum                                 | tulajdonság                       | az indium emissziós spektrumában indigókék vonalak jelennek meg |
| irídium      | Ir  | 77   | görög/latin szivárvány                                       | ἴρις (ἴριδος), iris                              | tulajdonság                       | Elnevezése arra utal, hogy az irídiumvegyületek oldatai változatos színűek. (Írisz a görög mitológiában a szivárvány istennője.) |
| itterbium    | Yb  | 70   | Ytterby                                                      | Ytterby                                          | földrajzi név                     | Ytterby svéd település Stockholm közelében. Az ásványi kincsekben rendkívül gazdag lelőhelyéről négy elemet is elneveztek (erbium, itterbium, ittrium, terbium) |
| ittrium      | Y   | 39   | Ytterby                                                      | Ytterby                                          | földrajzi név                     | Ytterby svéd település Stockholm közelében. Az ásványi kincsekben rendkívül gazdag lelőhelyéről négy elemet is elneveztek (erbium, itterbium, ittrium, terbium) |
| jód          | I   | 53   | görög ibolyaszínű                                            | ἰώδες (iodes)                                    | tulajdonság                       | A görög ἰώδες szóból, a jódgőz jellegzetes színe után. |
| kadmium      | Cd  | 48   | görög/latin                                                  | καδμεία (cadmia)                                 | mitológiai név                    | Kadmosz görög mitológiai alakról nevezték el |
| kalcium      | Ca  | 20   | latin                                                        | calx                                             | anyagnév                          | A kalcium a mészkőben (latinul: calx) található, innen az elnevezés. |
| kalifornium  | Cf  | 98   | angol                                                        | California                                       | földrajzi név                     | Az amerikai Kalifornia államról, illetve a University of California egyetemről nevezték el. |
| kálium       | K   | 19   | arab                                                         | „القلي” (al qalīy)                               |                                   | 1807-ben Humphry Davy kálilúg (angolul: potash, jelenlegi nevén kálium-hidroxid) olvadékára kapcsolt elektromos feszültséget, és ezüstösen csillogó fémet kapott, amit káliumnak (angolul: potassium) nevezett el. |
| kén          | S   | 16   | a magyar szó eredete ismeretlen                              | صفرا (szufra: „sárga”)                           | tulajdonság                       | Valószínűleg az arab sufra (sárga) szóból |
| klór         | Cl  | 17   | görög sárgászöld                                             | χλωρός (chlorós)                                 | tulajdonság                       | A sárgászöld gázt a színe alapján nevezték el a görög chloros „sárgászöld” szóból eredően. |
| kobalt       | Co  | 27   | kobold                                                       | Kobold                                           | mitikus név                       | A germán kobold „manó, kobold” szó után kapta a nevét, feltehetően azon nehézségek miatt, amelyeket a réz kiolvasztásának folyamatában okozott. |
| kopernícium  | Cn  | 112  | latin/lengyel Kopernikusz                                    | Copernicus, ill. Kopernik                        | személynév                        | Kopernikusz (latinosan Nicolaus Copernicus, lengyelül Mikołaj Kopernik) lengyel csillagász tiszteletére |
| kripton      | Kr  | 36   | görög rejtőzködő                                             | κρυπτός (kryptos)                                | tulajdonság                       | A görög kryptos (elrejtett, rejtőzködő) szóból, mivel a többi nemesgázhoz hasonlóan színtelen, szagtalan, nehezen kimutatható gáz |
| króm         | Cr  | 24   | görög szín                                                   | χρῶμα (chróma)                                   | tulajdonság                       | A króm vegyületei változatos és élénk színekben pompáznak, ezért nevezték el a görög croma „szín” szóról. |
| kűrium       | Cm  | 96   | Curie                                                        | Curie, Marie and Pierre                          | személynév                        | Marie Curie és Pierre Curie, a rádium felfedezői és a radioaktivitás kutatói után lett elnevezve. |
| lantán       | La  | 57   | görög elrejtett                                              | λανθάνειν (lanthanein)                           | tulajdonság                       | A görög λανθάνειν (lanthanein, „elrejtett, elbújtatott”) szóból. A cerit nevű ásványban találták meg először, 36 évvel azt követően, hogy ugyanebben az ásványban megtalálták a cériumot (1803-ban). |
| laurencium   | Lr  | 103  | Lawrence                                                     | Lawrence, Ernest O                               | személynév                        | Ernest Lawrence tiszteletére, aki részt vett a ciklotron kifejlesztésében. |
| livermórium  | Lv  | 116  | amerikai                                                     | Livermore                                        | kutatóintézet                     | Az amerikai Livermore-beli Lawrence Livermore National Laboratory-ról kapta a nevét. |
| lítium       | Li  | 3    | görög                                                        | λίθος (lithos)                                   |                                   | A görög λίθος (lithos) „kő” szóból, mert elsőként egy ásványban fedezték fel, más gyakori alkálifémekkel (nátrium, kálium) szemben, amelyeket növényi szövetből vontak ki |
| lutécium     | Lu  | 71   | latin Párizs                                                 | Lutetia                                          | földrajzi név                     | Párizs latin neve, Lutetia után. |
| magnézium    | Mg  | 12   | görög Magnesia                                               | Μαγνησία (Magnesia)                              | földrajzi név                     | az ókori görögországi Thesszáliában fekvő Magnesiáról kapta nevét; nyelvújításkori magyar nevén: kesereny |
| mangán       | Mn  | 25   | görög/latin Magnesia                                         | Μαγνησία (Magnesia); magnetum                    | földrajzi név, ill anyagnév       | a magnéziumhoz hasonlóan Magnesiáról kapta nevét; a magnesia nigri („fekete magnézium”) a mangán-dioxidot (MnO2) jelöli |
| meitnérium   | Mt  | 109  | Meitner                                                      | Lise Meitner                                     | személynév                        | Lise Meitner osztrák-svéd atomfizikus tiszteletére, aki elméleti magyarázatot adott a maghasadásra |
| mendelévium  | Md  | 101  | orosz (angol) Mengyelejev                                    | Менделеев, Mendeleyev                            | személynév                        | Dmitrij Ivanovics Mengyelejev (oroszul Менделеев, angolul Mendeleyev) orosz kémikus tiszteletére, aki megalkotta a periódusos rendszert |
| molibdén     | Mo  | 42   | görög vezető                                                 | μόλυβδος (molibdosz)                             | tulajdonság                       | A görög μόλυβδος (molybdos, „vezető”) szóból; nyelvújításkori magyar neve olany |
| moszkóvium   | Mc  | 115  | orosz                                                        | Москва                                           | földrajzi név                     | Oroszország központi területéről, a Moszkvai területről kapta nevét. |
| nátrium      | Na  | 11   | görög                                                        | „νίτρον” (nítron)                                |                                   | 1807-ben Humphry Davy alig néhány nappal a kálium előállítása után – teljesen logikusan – megismételte az elektromos kísérletet a kálilúghoz hasonló nátronlúggal (angol: soda) is (hivatalosan nátrium-hidroxid), melynek során a nátriumot sikerült előállítani, és a lúg után nátriumnak (angol: sodium) nevezte el. |
| neodímium    | Nd  | 60   | görög                                                        | νέος δίδυμος (neos didymos)                      | tulajdonság                       | A görög neos didymos (új iker) kifejezésből, a prazeodímiumhoz hasonlóan; gyakran tévesen neodíniumnak írják |
| neon         | Ne  | 10   | görög új                                                     | νέος (neos)                                      | tulajdonság                       | a görög νέος (neos, „új”) szóból |
| neptúnium    | Np  | 93   | latin                                                        |                                                  | mitológiai                        | A Neptunusz bolygó és Neptunus, a tengerek római istene után nevezték el |
| nihónium     | Nh  | 113  | japán                                                        | 日本 (Nihon)                                     | földrajzi név                     | Japán neve japánul |
| nikkel       | Ni  | 28   | német                                                        | Kupfernickel                                     | mitológia                         | A germán nickel „manó, kobold” szó után kapta a nevét, feltehetően azon nehézségek miatt, amelyeket a réz kiolvasztásának folyamatában okozott. |
| nióbium      | Nb  | 41   | görög                                                        | Νιόβη (Niobe)                                    | mitológiai név                    | Niobé, Tantalosz lánya után kapta a nevét |
| nitrogén     | N   | 7    | görög                                                        | νίτρον (Latin: nitrum) -γενῆς (-genes)           | tulajdonság                       | Neve a nitrátokban való előfordulására utal. A görög nitron genos: „salétromot adó” elnevezésből. |
| nobélium     | No  | 102  | Nobel                                                        | Nobel, Alfred                                    | személynév                        | Alfred Nobelről, a dinamit feltalálójáról és a Nobel-díj alapítójáról nevezték el |
| oganeszon    | Og  | 118  | orosz                                                        | Оганесян                                         | személynév                        | Nevét Jurij Oganesszján orosz fizikusról kapta. |
| ólom         | Pb  | 82   | plumbum, latin                                               | ?                                                | ?                                 | A latin plumbum szóból |
| ón           | Sn  | 50   | stannum, latin                                               | ?                                                | ?                                 | A latin stannum szóból |
| oxigén       | O   | 8    | görög                                                        | ὀξύ γείνομαι (oxy geinomai)                      | tulajdonság                       | Tévedésből kapta a nevét a görög oxys „savanyú” szóból. Amikor 1777-ben Antoine Lavoisier elnevezte, úgy tartották, hogy az oxigén minden savnak alkotó eleme. Ez nem igaz, például a sósav (hidrogén-klorid) sem tartalmaz oxigént. |
| ozmium       | Os  | 76   | görög                                                        | ὀσμή (osme)                                      | tulajdonság                       | Kellemetlen szaga után nevezték el az elemet a görög osme „szag” után. |
| palládium    | Pd  | 46   | görög                                                        | Παλλάς (genitive: Παλλάδος; Pallas)              | asztrológiai/mitológiai           | A másodikként felfedezett kisbolygóról, a Pallasról kapta a nevét. A Pallast 1802-ben, a palládiumot 1803-ban fedezték fel. (A kisbolygót Pallasz Athénéről nevezték el, megjegyzendő, hogy a mitológiában a Pallas elég gyakori név.) |
| platina      | Pt  | 78   | spanyol                                                      | platina                                          | anyagnév                          | A spanyol plata szó ezüstöt jelent, az -ina kicsinyítőképző. A platina hasonlít az ezüsthöz. |
| plutónium    | Pu  | 94   | Plútó                                                        | Pluto                                            | asztrológiai/mitológiai           | Az Uránuszon túli második bolygóról, a Plutóról kapta a nevét. A plutónium a periódusos rendszerben is két hellyel az uránon „túl” található. A bolygót 1930-ban, az elemet 1940-ben fedezték fel. Pluto az alvilág istene a görög mitológiában. |
| polónium     | Po  | 84   | latin Lengyelország                                          | Poland                                           | földrajzi                         | Lengyelországról, Marie Curie szülőhelyéről nevezték el. |
| prazeodímium | Pr  | 59   | görög                                                        | πράσιος δίδυμος (prasios didymos)                | tulajdonság                       | A görög prasios didymos (zöld iker) kifejezésből, a neodímiumhoz hasonlóan |
| prométium    | Pm  | 61   |                                                              | Prometheus                                       | mitológiai                        | Nevét Prométheusz titán után kapta, aki ellopta az istenektől, és az embereknek adta a tüzet. |
| protaktínium | Pa  | 91   | görög                                                        | πρῶτος + ἀκτίς                                   | tulajdonság                       | |
| rádium       | Ra  | 88   | latin                                                        | radius                                           | tulajdonság                       | A latin radius, „sugárzás” szóból (a radioaktivitása miatt). |
| radon        | Rn  | 86   |                                                              | Radium                                           | anyagnév                          | A rádium után lett elnevezve, mert bomlásakor radon keletkezik. |
| raderfordium | Rf  | 104  |                                                              | Rutherford, Ernest                               | személynév                        | Ernest Rutherford brit fizikus, az atomfizika egyik megalapítója, a radioaktív sugárzás kutatója után kapta a nevét. |
| rénium       | Re  | 75   | latin                                                        | Rhenus                                           | földrajzi név                     | Az elem a Rajna (latinul Rhenus) folyóról kapta a nevét. |
| réz          | Cu  | 29   | görög?                                                       | Κύπριος (Kyprios)?                               | földrajzi név                     | Latin neve (cuprum) Ciprus szigetéről ered, ahol gazdag lelőhelye volt. |
| ródium       | Rh  | 45   | görög rózsa színű [=vörös]                                   | ῥόδον (rhodon)                                   | tulajdonság                       | Ez az elem is a vegyületei színe után kapta a nevét a görög rhodon „rózsa”" után. |
| röntgénium   | Rg  | 111  |                                                              | Röntgen, Wilhelm Conrad                          | személynév                        | Wilhelm Conrad Röntgen, a röntgensugárzás felfedezője után kapta nevét. |
| rubídium     | Rb  | 37   | latin sötétvörös                                             | rubidus                                          | tulajdonság                       | Elemi formában fémes szürke, de a vegyületeit elégetve a lángot a vörösre festi. |
| ruténium     | Ru  | 44   | latin Oroszország                                            | Ruthenia                                         | földrajzi                         | Ruthenia, Oroszország latin nevéből. |
| stroncium    | Sr  | 38   | lelőhely                                                     | Strontian                                        | földrajzi név                     | A Skóciában lévő Strontian település nevét őrzi, ahol az elem lelőhelye található. |
| szamárium    | Sm  | 62   | orosz Szamarszkij                                            | (oroszul) Самарский-Быховец, Szamarszkij-Bihovec | személynév                        | Vaszilij Jevgrafovics Szamarszkij-Bihovec (oroszul: Василий Евграфович Самарский-Быховец) orosz bányamérnök, ezredes tiszteletére |
| szelén       | Se  | 34   | görög Hold                                                   | σελήνη (seléne)                                  | asztrológiai, ill. mitológiai név | A szelén hasonlít a tellúrhoz, ezért kapott a tellúréhoz hasonló nevet. A görög mitológiában Szeléné a Hold istennője. |
| szén         | C   | 6    | latin carbō                                                  | a francia charbone szóból                        | anyag neve                        | A latin carbo (kőszén) szóból került a franciába és sok más nyelvbe |
| sziborgium   | Sg  | 106  | Seaborg                                                      | Seaborg, Glenn Teodor                            | személynév                        | Glenn T. Seaborg, a transzurán elemek kutatója után. |
| szilícium    | Si  | 14   | latin                                                        | silex, -icis                                     | tulajdonság                       | Silex (latin): kovakő, kemény kő. A szilíciumot először a kovakőben mutatták ki. |
| szkandium    | Sc  | 21   | Skandinávia                                                  | Scandia                                          | földrajzi                         | Scandia, Skandinávia latin nevéből. |
| tallium      | Tl  | 81   | görög zöldell                                                | θαλλός (thallos)                                 | tulajdonság                       | Neve a görög thallos „zöld ág, hajtás” szóból ered, mert a lángot égése során levélzöldre festi. |
| tantál       | Ta  | 73   | görög Tantalus                                               | Τάνταλος (Tantalus)                              | mitológiai                        | Tantalus büntetése után lett elnevezve. |
| technécium   | Tc  | 43   | görög                                                        | τεχνητός (technetos)                             | tulajdonság                       | A technika szóból, mert ez volt az első mesterséges elem. |
| tenesszium   | Ts  | 117  | amerikai                                                     | Tennessee                                        | földrajzi név                     | Nevét az Amerikai Egyesült Államok Tennessee államról kapta. |
| tellúr       | Te  | 52   | latin Föld                                                   | Tellus                                           | mitológiai                        | 1798-ig még egyetlen elemet sem neveztek el a Földről. Itt volt az ideje... (M. Klaproth, 1799) Tellus: Föld-istennő, Gaia római megfelelője. |
| terbium      | Tb  | 65   | Ytterby                                                      | Ytterby                                          | földrajzi                         | Ytterby svéd település Stockholm közelében. Az ásványi kincsekben rendkívül gazdag lelőhelyéről négy elemet is elneveztek (erbium, itterbium, ittrium, terbium) |
| titán        | Ti  | 22   | görög/latin                                                  | Τιτάν (gen.: Τιτάνος; Titan)                     | mitológiai                        | Nevét a titánokról, Gaia görög földistennő gyermekeiről kapta. |
| tórium       | Th  | 90   | ?                                                            | Thor                                             | mitológiai                        | Thor a mennydörgés, vihar, villámok és a háború skandináv istene. A fémet egy norvég ásványban fedezte fel a svéd J. J. Berzelius. Az ásványt később toritnak nevezték el. |
| túlium       | Tm  | 69   | görög                                                        | Θούλη, Θύλη                                      | mitológiai                        | A mitikus Thule szigetéről kapta a nevét. |
| urán         | U   | 92   | görög/latin Uránusz, Uranosz                                 | Οὐρανός; Uranus                                  | asztrológiai, ill. mitológiai név | Uranosz a görög mitológiában az ég istene; az Uránusz bolygót 1781-ben (míg az uránt 1789-ben) fedezték fel; nyelvújításkori magyar neve: sárgany |
| vanádium     | V   | 23   | ?                                                            | Vanadis                                          | mitológiai                        | Mivel a vanádium a szivárvány majdnem összes színében tündöklő vegyületeket képez, az elemet a szépség skandináv istennőjéről nevezték el. |
| vas          | Fe  | 26   | ?                                                            | ?                                                | ?                                 | Eredetileg „isteni fémet” jelentett a neve, mert i. e. 4000 körül az egyiptomiak és a sumérok a meteoritok anyagát használták fel. |
| volfrám      | W   | 74   | svéd nehéz kő                                                | tung sten                                        | tulajdonság                       | A tungsten a svéd és dán tung sten, „nehéz kő” kifejezésből származik. A volfrám név a volframit ásványból ered, amelyet németül Wolfrahm-nak, „farkashab”-nak neveztek el a kohósítást zavaró, felhabzást okozó hatásra utalva. |
| xenon        | Xe  | 54   | görög                                                        | ξένος (xenos)                                    |                                   | A görög ξένος (xenos) „idegen” szóból, valószínűleg azért, mert a többi nemesgázzal ellentétben sok vegyülete van. |

## Fordítás
- Ez a szócikk részben vagy egészben a List of chemical element name etymologies című angol Wikipédia-szócikk ezen változatának fordításán alapul.  Az eredeti cikk szerkesztőit annak laptörténete sorolja fel. Ez a jelzés csupán a megfogalmazás eredetét és a szerzői jogokat jelzi, nem szolgál a cikkben szereplő információk forrásmegjelöléseként.